# NGC 1248
NGC 1248 è una galassia lenticolare situata nella costellazione dell'Eridano, a una distanza di circa 98 milioni di anni luce dalla nostra Via Lattea.

## Scoperta
La galassia è stata scoperta il 5 ottobre 1785 dall'astronomo britannico di origine tedesca William Herschel.

## Gruppo di NGC 1222
NGC 1248 fa parte del Gruppo di NGC 1222, un raggruppamento che comprende almeno sei galassie. Gli altri quattro membri del gruppo sono MCG -1-9-13, MCG -1-9-21, MCG -1-9-24 e MK 604.